# Pär Millqvist
Pär Johan Millqvist (* 24. Mai 1967 in Solna) ist ein ehemaliger schwedischer Fußballspieler. Der Abwehrspieler, der zweimal den Von-Rosens-Pokal für den schwedischen Meistertitel gewann, begann nach seiner aktiven Zeit eine Trainerkarriere.

## Werdegang

### Spielerkarriere
Millqvist begann mit dem Fußballspielen beim Solnaer Klub Råsunda IS. Dort entdeckte der seinerzeitige Zweitligaklub Djurgårdens IF sein Talent und holte ihn 1982 in die eigene Jugend. Beim Stockholmer Klub durchlief er die diversen Jugendmannschaften und kam beim mittlerweile in die Allsvenskan aufgestiegenen Verein in der Spielzeit 1986 zu seinem Erstligadebüt.
Nachdem Millqvist mit Djurgårdens IF als Tabellenletzter absteigen musste, wechselte er innerhalb der Allsvenskan zum IFK Göteborg. Hier gelang ihm in zwei Spielzeiten nicht der Durchbruch, dennoch konnte er sich am Ende der Spielzeit 1987 als schwedischer Meister feiern lassen. Daher schloss er sich vor der Erstliga-Spielzeit 1989 dem Aufsteiger Örebro SK an. Mit dem Neuling qualifizierte er sich auf Anhieb für die Meisterschaftsendrunde, in der er im Halbfinale mit der Mannschaft am späteren Meister IFK Norrköping scheiterte. Langfristig konnte er sich jedoch auch hier nicht etablieren und kam in fünf Spielzeiten auf knapp über 50 Spiele für die Mannschaft aus Zentralschweden.
Millqvist schloss sich 1994 dem Zweitligisten Vasalunds IF an. Mit der Mannschaft aus seiner Heimatstadt Solna spielte er im vorderen Bereich mit und machte erneut höherklassig auf sich aufmerksam. Nach dem verletzungsbedingten Karriereende von Fredrik Espmark verpflichtete Lokalrivale AIK 1996 den Außenverteidiger als Ersatz. Mit dem Erstligisten gewann er 1996 gegen Malmö FF und 1997 gegen IF Elfsborg jeweils den schwedischen Landespokal. Im Europapokal der Pokalsieger 1996/97 zog die Mannschaft ins Viertelfinale ein, in dem sie auf den FC Barcelona traf. Im Hinspiel beim spanischen Vertreter ging die schwedische Mannschaft nach einem Tor von Pascal Simpson in Führung, Millqvist verlor das Spiel jedoch mit ihr 1:3. Nach einem 1:1-Unentschieden im Rückspiel schied die Mannschaft jedoch aus. Nach einer Verletzung in der Vorbereitung zur Spielzeit 1998 verlor er seinen Stammplatz. Als Einwechselspieler trug er in zehn Partien zum zehnten Gewinn des Meistertitels in der Vereinsgeschichte bei. Dennoch verließ er nach Saisonende den Klub und lief eine Spielzeit für den Stockholmer Klub IF Brommapojkarna auf, ehe er seine aktive Laufbahn beendete.

### Trainerlaufbahn
Als Assistenztrainer kehrte Millqvist 2000 zu AIK zurück. In der Folge arbeitete er unter Stuart Baxter, Olle Nordin, Peter Larsson und Dušan Uhrin. Nachdem es in der Zusammenarbeit mit Richard Money im Laufe der Spielzeit 2003 zu Spannungen gekommen war, verließ er im Herbst 2003 den Klub.
Vor der Zweitligaspielzeit 2004 trat Millqvist bei Bodens BK seine erste Stelle als hauptamtlicher Trainer an. Nachdem ihm im ersten Jahr der Klassenerhalt geglückt war, belegte er in der folgenden Spielzeit lange Zeit mit der Mannschaft einen Abstiegsplatz. Daraufhin trennte sich der Klub kurz vor Saisonende von ihm. Im August 2006 übernahm er den Trainerposten beim Erstligaabsteiger Assyriska Föreningen, der sich im Abstiegskampf befand. Am Ende der Spielzeit belegte er mit der Mannschaft einen Relegationsplatz. Nachdem der Klub dort an Bunkeflo IF gescheitert war, musste Millqvist auch hier gehen.
2007 übernahm Millqvist die Betreuung des Zweitligaaufsteigers IK Sirius von Magnus Pehrsson. Trotz eines geringen Budgets erreichte er mit der Mannschaft in der Spielzeit 2007 den siebten Platz. Nachdem in der folgenden Spielzeit der Saisonstart mit vier Punkten aus sechs Spielen verpatzt wurde, entließ der Klub ihn und seinen Assistenten Gary Sundgren Ende Mai. Im Dezember 2008 schloss er sich nach Ablauf seines bis zum Saisonende gültigen Vertrages bei IK Sirius als Sportchef dem unterklassig antretenden FC Djursholm an.

## Erfolge
- Schwedischer Meister: 1987, 1998
- Schwedischer Pokalsieger: 1996, 1997